# Parti civil uni de Biélorussie
Le Parti civil uni de Biélorussie (Аб'ядна́ная грамадзя́нская па́ртыя Белару́сі (Abjadnanaja hramadzianskaja partyja Biełarusi)) est un parti politique biélorusse opposé au président Alexandre Loukachenko, au pouvoir depuis 1994. Il est membre observateur du Parti populaire européen et observateur permanent à  l'Union démocrate européenne.
En août 2023, le Parti civil uni a été interdit par la Cour suprême du Belarus.

## Résultats électoraux
Lors des élections législatives de septembre 2016, le parti réussit à faire élire Anna Kolopatskaïa, l'une des deux seules élus d'opposition pour cette mandature.
Lors des élections législatives de 2019, le parti perd sa seule élue.